# Streptanthus breweri
Streptanthus breweri là một loài thực vật có hoa trong họ Cải. Loài này được A. Gray miêu tả khoa học đầu tiên năm 1864.